# Pavonia achanioides
Pavonia achanioides là một loài thực vật có hoa trong họ Cẩm quỳ. Loài này được Griseb. mô tả khoa học đầu tiên năm 1866.